# Basílica de Juni Bas

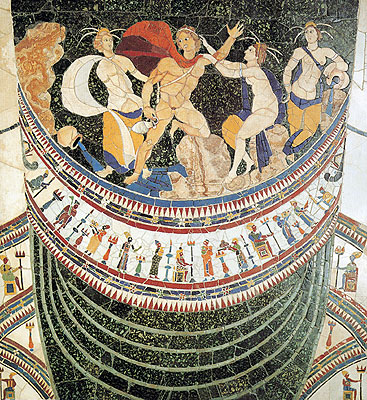
Plafó amb Hiles i nimfes i el velum alexandrí

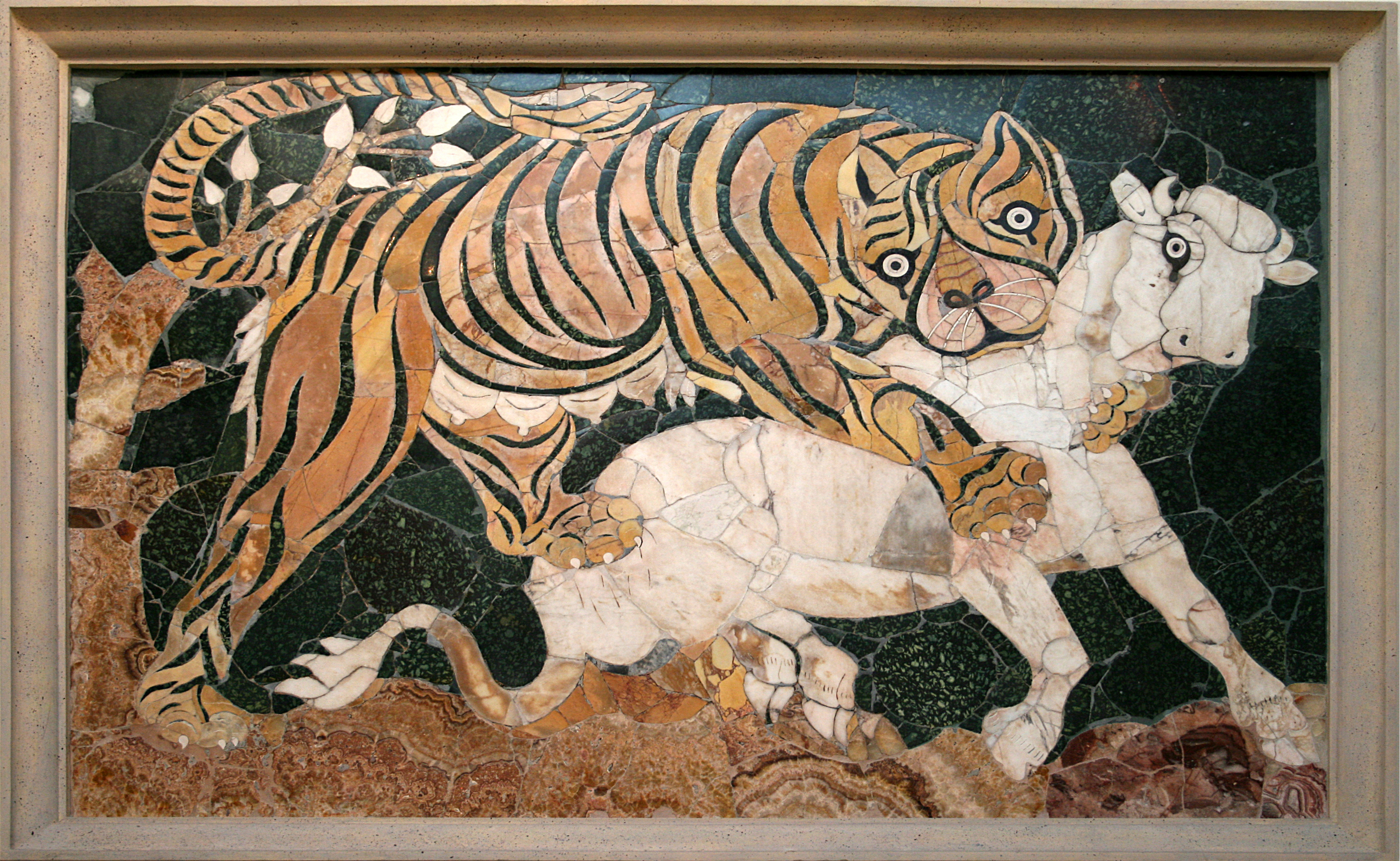
Mosaic (opus sectile) amb un tigre atacant un vedell - Segon quart del s. IV

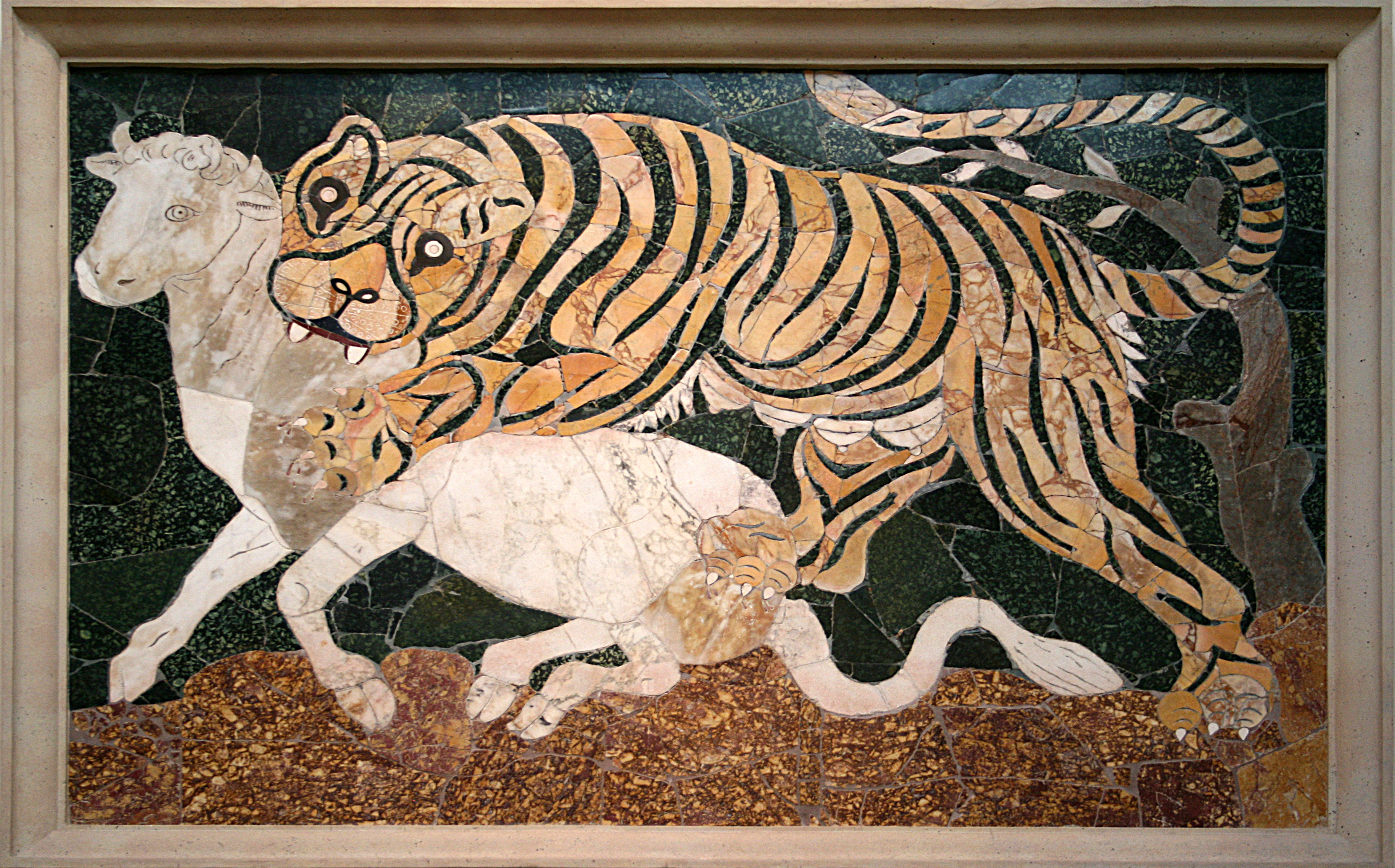
Mosaic (opus sectile) amb un tigre atacant un vedell - Segon quart del s. IV

La basílica de Juni Bas era una basílica civil de la ciutat de Roma construïda al turó de l'Esquilí, on ara és el Seminari Pontifici d'Estudis Orientals. Durant les excavacions aparegueren exemples importants de la tècnica de decoració opus sectile, semblant al cosmatesc.

## Descripció
L'edificà Juni Anni Baso durant el seu consolat l'any 331. En la segona meitat del s. V, el papa Simplici la transformà en l'església de Sant Andreu Catabarbara. Les restes se'n descobriren i demoliren al 1930, durant unes excavacions que també revelaren una casa de l'època d'August remodelada posteriorment, que contenia mosaics del s. III, un amb temàtica dionisíaca i un altre amb els noms dels propietaris, Arippi i Ulpi Vibi, els quals es troben actualment en el Seminari.